# Mersa Matruh (guvernement)

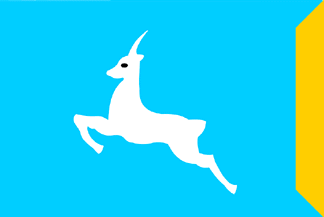
Guvernementets flagga

Lägeskarta

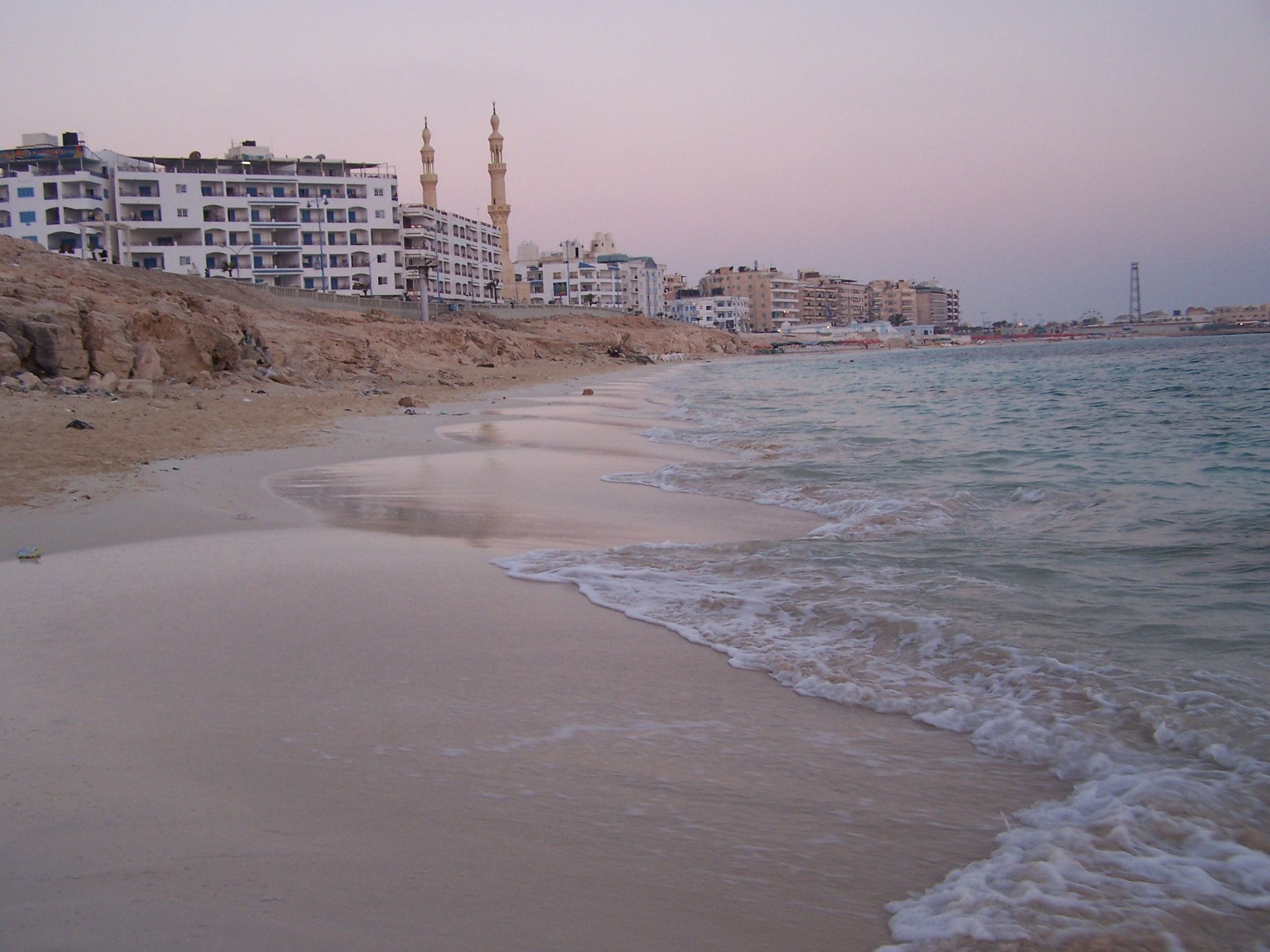
vy över Marsa Matrouh

Guvernementet Mersa Matruh (arabiska: محافظة مطروح, Muhafazat Matruh) är ett av Egyptens 27 muhāfazāt (guvernement). Guvernementet ligger i landets nordvästra del (Nedre Egypten) vid Medelhavet och gränsar till Libyen.

## Geografi
Guvernementet har en yta på cirka 166 563 km²med cirka 0,4 miljoner invånare. Befolkningstätheten är cirka 2,5 invånare/km².
Qattarasänkan i Libyska öknen som upptogs på Unescos tentativa världsarvslista 2003 ligger söder om staden Marsā Matrūh.

## Förvaltning
Guvernementets ISO 3166-2 kod är EG-MT och huvudort är Marsa Matruh. Guvernementet är ytterligare underdelad i 9 kism (distrikt).
Andra större städer är El Alamein, Sīdī Barrānī och oasen Siwa.